# Đại phong cầm

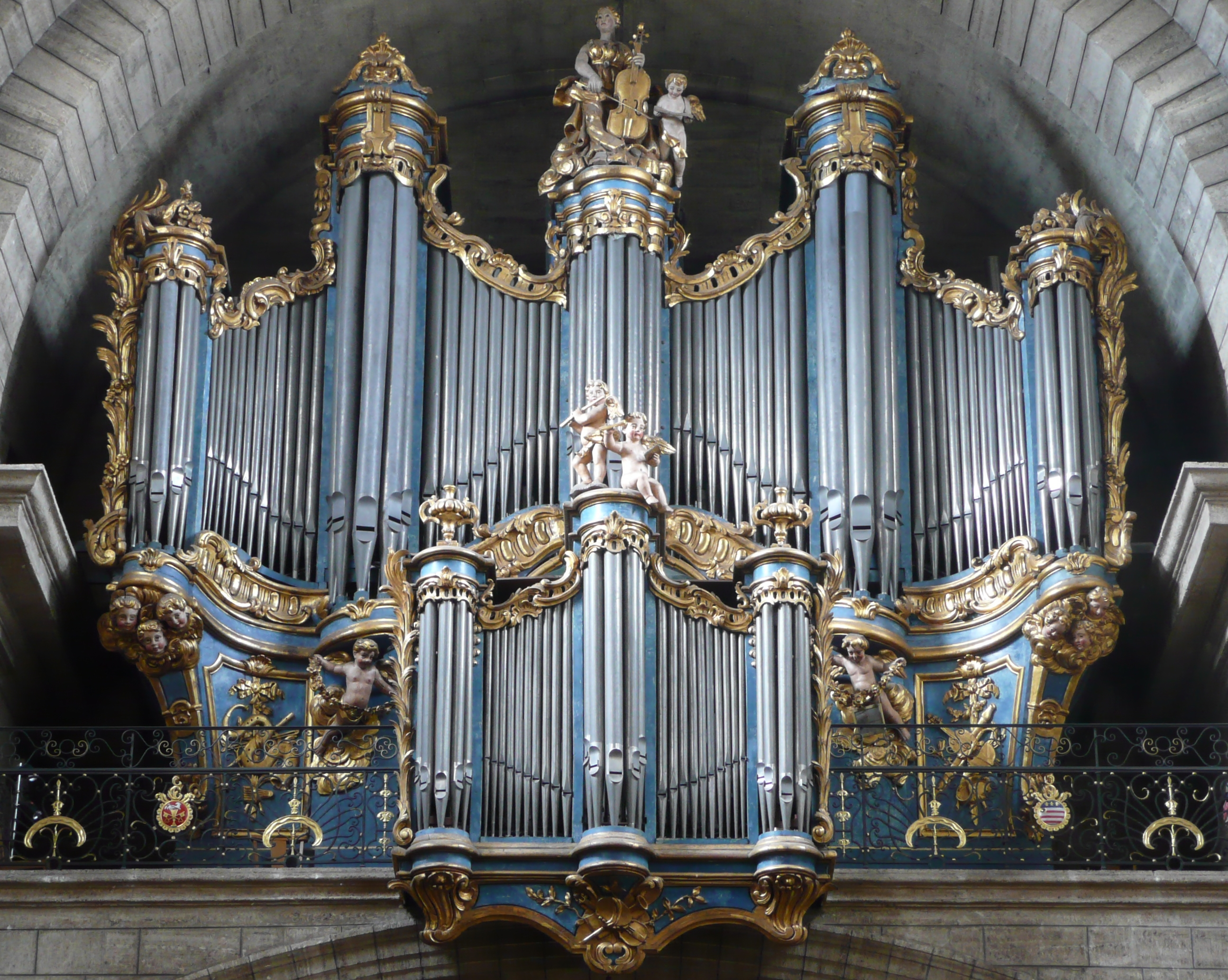
Cây đàn Pipe organ của nhà thờ Thánh John ở Pezenas

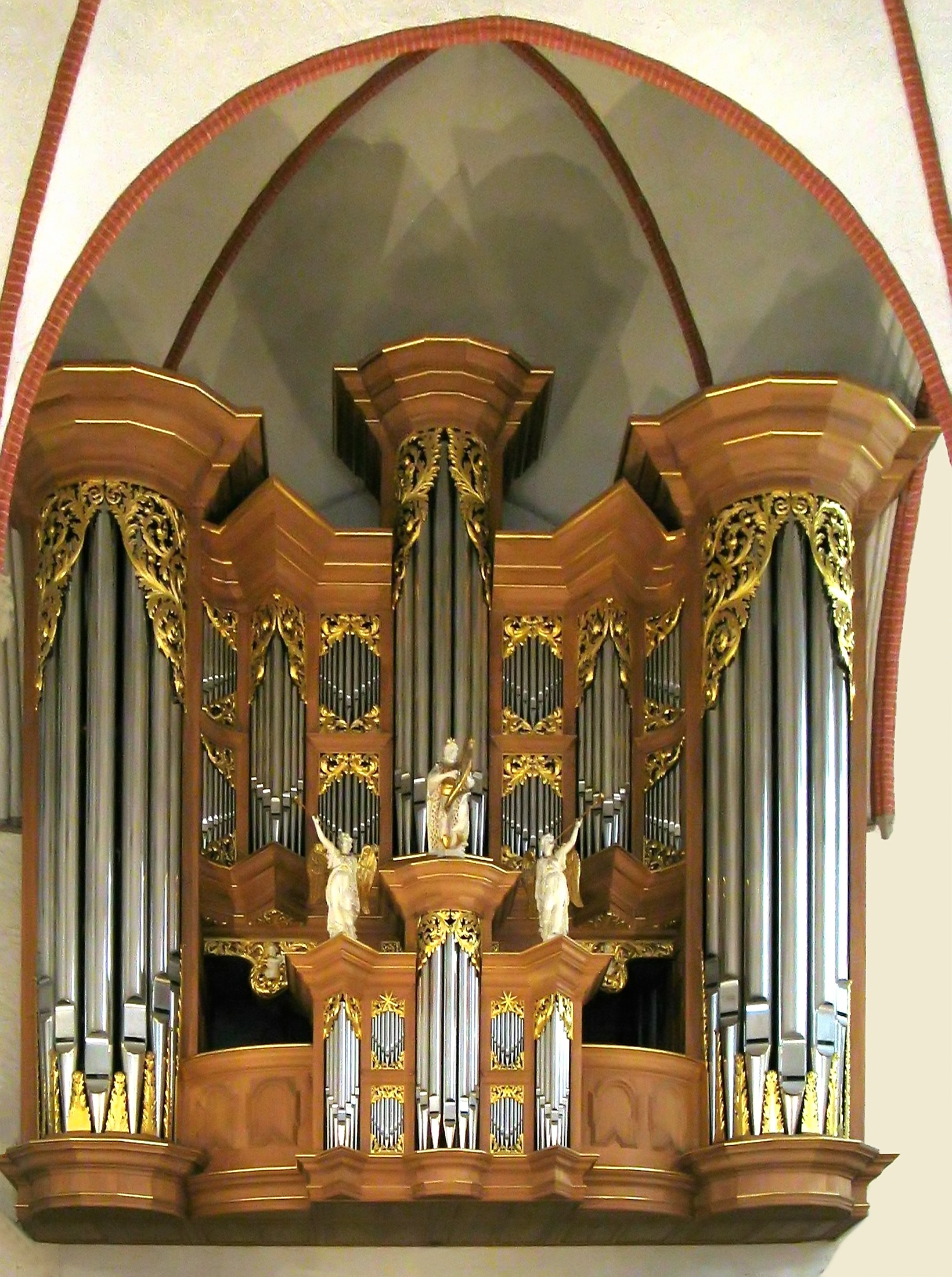
Đại phong cầm ở nhà thờ chính toà Sankt Jacobi (Hamburg), được làm từ 1688–1693 bởi Arp Schnitger

Đại phong cầm hay pipe organ là một nhạc cụ tạo ra âm thanh bằng cách điều khiển không khí có áp lực (gọi là gió) qua các đường ống của đàn được lựa chọn qua bàn phím. Bởi vì mỗi đường ống tạo ra một nốt đơn, các đường ống được cung cấp theo bộ được gọi là hàng (rank), mỗi rank có một âm lượng chung và cường độ chung. Hầu hết đàn phong cầm có nhiều rank các ống có màu sắc, độ cao và âm lượng khác nhau mà người chơi có thể sử dụng đơn lẻ hoặc kết hợp thông qua việc sử dụng các nút điều khiển được gọi là điểm dừng (stop).
Đàn đại phong cầm có một hoặc nhiều bàn phím (được gọi là manual) chơi bằng tay, và một bàn đạp chơi bằng bàn chân; mỗi bàn phím có một nhóm các nút dừng (stop) riêng. Bàn phím, bàn đạp và nút dừng được đặt trong bảng điều khiển của đàn. Cung cấp gió liên tục của cơ quan cho phép nó duy trì các ghi chú miễn là các phím tương ứng được nhấn, không giống như đàn piano và đàn harpsichord có âm thanh bắt đầu tiêu tan ngay lập tức sau khi nó được phát. Các bộ phận đường ống nhỏ nhất có thể chỉ có một hoặc hai chục ống và một tay; lớn nhất có thể có hơn 20.000 ống và bảy hướng dẫn sử dụng [2]. Danh sách các cơ quan quan trọng nhất và lớn nhất trên thế giới có thể xem tại Danh sách các cơ quan đường ống.
Nguồn gốc đại phong cầm có thể được truy trở lại các cơ quan nước ở Hy Lạp cổ đại, vào thế kỷ thứ 3 TCN, [3], trong đó cung cấp gió đã được tạo ra với áp lực nước. Vào giữa thế kỷ thứ 6 hoặc 7, những chiếc gối được sử dụng để cung cấp cho cơ quan có gió. [3] Bắt đầu từ thế kỷ 12, cơ quan bắt đầu tiến hóa thành một công cụ phức tạp có khả năng sản xuất ra các timbres khác nhau. Một bộ phận đường ống có "ống dẫn lớn" đã được gửi đến phương Tây bởi hoàng đế Byzantine Constantine V như một món quà cho Pepin the Short, vua của Franks, vào năm 757. [4] Con trai của Pepin, Charlemagne yêu cầu một cơ quan tương tự cho nhà nguyện của ông ở Aachen năm 812, bắt đầu thành lập cơ quan của ống dẫn nhạc trong nhà thờ phương Tây [5]. Vào thế kỷ 17, hầu hết các âm thanh có sẵn trên cơ thể cổ điển hiện đại đã được phát triển. [6] Từ đó, cơ quan đường ống là thiết bị nhân tạo phức tạp nhất [7] - một sự phân biệt nó giữ lại cho đến khi nó được thay thế bởi cuộc trao đổi điện thoại vào cuối thế kỷ 19. [8]
Đại phong cầm được cài đặt trong nhà thờ, nhà hội, nhà hát, trường học và các tòa nhà công cộng khác. Chúng được sử dụng trong việc biểu diễn nhạc cổ điển, âm nhạc thiêng liêng, âm nhạc thế tục, và nhạc phổ biến. Vào đầu thế kỷ 20, các ống dẫn được lắp đặt trong rạp chiếu phim để đi kèm với việc chiếu phim trong thời kỳ phim câm; trong phòng thu của thành phố, nơi các phiên âm dàn nhạc phổ biến; và trong nhà của những người giàu có. [9] Sự khởi đầu của thế kỷ 21 đã chứng kiến sự hồi sinh của việc lắp đặt trong phòng hòa nhạc. Bộ phận tự hào có một tiết mục đáng kể, kéo dài hơn 500 năm. [10]

## Người đánh đại phong cầm
- Josquin de Prez
- Dietrich Buxtehude
- Johann Sebastian Bach
- François Couperin
- Felix Mendelssohn
- Frédéric Chopin
- Jacques Offenbach
- Frederik Magle
- Max Reger
- Charles-Marie Widor
- Louis Vierne
- Frederick Swann